# 15-ös busz (Pécs)
A pécsi 15-ös jelzésű autóbusz a Főpályaudvar és az István-akna között közlekedik.

## Története
1952-ben már elindult az első járat Vasasig, majd 1956-tól meghosszabbítják a járatot többek között Somogyig. Ebben az időben kezdtek felfutni a bányászjáratok, melyek közül több is keresztül meg a városrészen. 1969. október 1-jétől a frissen átadott Budai Állomásról indultak a járatok e városrészhez.
A fonódó hálózat bevezetése előtt a 15-ös járatok közel fele (12 db) Somogy fordulónál áttáblázott 80-asra, és tovább közlekedett István-aknáig. A városrészt érintve közlekedett több, kisebb kiegészítő járat: reggelente 80A jelzéssel Somogy és Vasas megálló között, 82-es jelzéssel István-akna és Petőfi-akna között.
15-ös jelzéssel Budai állomás – Somogy – István-akna – Petőfi-akna (szabad- és munkaszüneti napokon Hird, Harangláb u.) útvonalon közlekedett járat 23.00-kor. Szintén 15-ös jelzéssel Budai állomás – Somogy – Hird, Kenderfonó útvonalon járat közlekedett 23.30-kor. E két járat egy-egy összevont járat, amellyel a somogyi, a vasasi, és a hirdi lakók utazhattak hazáig a késő esti órákban.
2014. február 1-jétől a járat Főpályaudvar és István-akna között közlekedik.
2017. szeptember 1-jétől a Zsolnay-szobor helyett a Vásárcsarnokot érinti.

## Útvonala
| Főpályaudvar → Budai Állomás → Somogy → István-akna | István-akna → Somogy → Budai Állomás → Főpályaudvar |
| --- | --- |
| Főpályaudvar – Kálvin utca – Ipar utca – Bajcsy-Zsilinszky utca – Rákóczi út – Rákóczi út – Zsolnay Vilmos utca – Pécsváradi út – Őrmezei út – Búzakalász utca – Somogy utca – forduló – Somogy utca – Kőbánya utca – Rücker-akna – István-akna – István-akna | István-akna – István-akna – Rücker-akna – Kőbánya utca – Somogy utca – forduló – Somogy utca – Búzakalász utca – Őrmezei út – Pécsváradi út – Zsolnay Vilmos utca – Rákóczi út – Rákóczi út – Bajcsy-Zsilinszky utca – Ipar utca – Kálvin utca – Főpályaudvar |

## Megállóhelyei
| 15 (Főpályaudvar – Somogy – István-akna) |                         |          | |               |
| Perc (↓)                                 | Megállóhely             | Perc (↑) | Megállóhelyet érintő járatok | Létesítmények |
| 0                                        | Főpályaudvar végállomás | 34       | 3, 3E, 4, 4Y, 6, 6E, 7, 7Y, 8, 13, 13E, 13Y, 14, 14Y, 15, 15A, 20, 30, 31, 32, 32Y, 33, 34, 34Y, 35, 35Y, 36, 37, 38, 38Y, 39, 40, 41, 41E, 41Y, 42, 42Y, 43, 44, 46, 47, 73, 73Y, 104, 104A, 104E, 104Y, 130, 130A, 140 · Helyközi autóbuszok · Főpályaudvar |               |
| 2                                        | Vásárcsarnok            | 32       | 4, 4Y, 13, 13E, 13Y, 15, 15A, 30, 31, 32, 32Y, 33, 34Y, 35Y, 44, 46, 60, 60Y, 103, 104, 104A, 104E, 104Y, 109E, 130, 130A |               |
| 5                                        | Árkád                   | 30       | 2, 2A, 2E, 3, 3E, 4, 4Y, 6, 6E, 7, 7Y, 8, 13, 13E, 13Y, 14, 14Y, 15, 15A, 22, 23, 23Y, 24, 25, 26, 26A, 27, 27Y, 28, 28A, 28Y, 29, 30, 33, 38, 38Y, 39, 40, 60, 60Y, 73, 73Y, 102, 102Y, 103, 104, 104A, 104E, 104Y, 107E, 109E, 130, 130A, 140               |               |
| 7                                        | 48-as tér               | 27       | 2, 2A, 2E, 4, 4Y, 13, 13E, 13Y, 14, 14Y, 15, 15A, 20, 21, 21A, 30Y, 60, 60A, 60Y, 102, 102Y, 104, 104A, 104E, 104Y, 121 · Helyközi autóbuszok · Pécs-Külváros                                                                                                 |               |
| 9                                        | Zsolnay Negyed          | 26       | 2, 2A, 4, 4Y, 13, 13E, 13Y, 14, 14Y, 15, 15A, 20, 21, 21A, 30Y, 60, 60A, 60Y, 102, 102Y, 104, 104A, 104E, 104Y, 121 |               |
| 11                                       | Mohácsi út              | 24       | 2, 2A, 4, 4Y, 13, 13E, 13Y, 14, 14Y, 15, 15A, 20, 21, 21A, 25, 26, 30Y, 60, 60A, 60Y, 102, 102Y, 104, 104A, 104E, 104Y, 121 · Helyközi autóbuszok |               |
| 13                                       | Gyárvárosi templom      | 22       | 2, 2A, 4, 4Y, 13, 13E, 13Y, 14, 14Y, 15, 15A, 25, 26, 26A, 30Y, 60, 60A, 60Y, 102, 102Y, 104, 104A, 104E, 104Y |               |
| 15                                       | Budai Állomás           | 20       | 2, 2A, 2E, 4, 4Y, 12, 13, 13E, 13Y, 14, 14Y, 15, 15A, 16, 25, 26, 26A, 30Y, 60, 60A, 60Y, 102, 102Y, 104, 104A, 104E, 104Y · Helyközi autóbuszok |               |
| 17                                       | Andrássy út             | 18       | 13, 13Y, 14, 14Y, 15, 15A, 25, 26, 60A, 102, 102Y, 104, 104A, 104Y |               |
| 18                                       | Eperfás út              | 17       | 13, 13E, 13Y, 14, 14Y, 15, 15A, 25, 26, 60A, 102, 102Y, 104, 104A, 104E, 104Y · Helyközi autóbuszok |               |
| 19                                       | Danitz puszta           | 16       | 13, 13Y, 14, 14Y, 15, 15A, 25, 26, 60A, 102, 102Y, 104, 104A, 104Y |               |
| 20                                       | Ördögárok               | 15       | 13, 13Y, 14, 14Y, 15, 15A, 25, 26, 60A, 102, 102Y, 104, 104A, 104Y |               |
| 22                                       | Murom                   | 13       | 13, 13E, 13Y, 14, 14Y, 15, 15A, 25, 26, 60A, 102, 102Y, 104, 104A, 104E, 104Y · Helyközi autóbuszok |               |
| 23                                       | Őrmezei út, Szödrös     | 12       | 13, 13Y, 14, 14Y, 15, 15A, 25, 26, 60A, 102, 102Y, 104, 104A, 104Y |               |
| 24                                       | Somogyi temető          | 11       | 13, 13Y, 14, 14Y, 15, 15A, 25, 26, 60A, 102, 102Y, 104, 104A, 104Y |               |
| 25                                       | Somogyi templom         | 10       | 13, 13Y, 14, 14Y, 15, 15A, 25, 26, 60A, 102, 102Y, 104, 104A, 104Y |               |
| 27                                       | Somogy utca             | 9        | 13Y, 14Y, 15, 15A, 25, 26, 82, 102Y, 104, 104Y |               |
| 28                                       | Somogy                  | 7        | 13Y, 14Y, 15, 15A, 25, 26, 82, 102Y, 104, 104Y |               |
| 30                                       | Somogy kőbánya          | 5        | 15, 26, 82, 104 |               |
| 32                                       | Rücker-akna             | 4        | 15, 26, 82, 104 |               |
| 34                                       | István-akna II.         | 2        | 4, 12, 15, 26, 60A, 82, 104 |               |
| 35                                       | István-akna I.          | 1        | 4, 12, 15, 26, 60A, 82, 104 |               |
| 36                                       | István-akna végállomás  | 0        | 4, 12, 15, 26, 60A, 82, 104 |               |